# غريغوريوس حجار
غريغوريوس حجَّار أو بشارة بن جرجس حجَّار هو مطرانٌ رومي كاثوليكي من أبرز المطارنة الذين كانت لهم مواقف وطنيَّة عديدة في المشرق العربي، على رأسها الدفاع عن حُقُوق العرب في فلسطين. اشتهر بدفاعه عن القضيَّة الفلسطينيَّة على مُختلف المنابر، حتَّى أمام لجنةٍ بريطانيَّة توقَّعت منه أن يُدلي بمعلوماتٍ تختلف عن المُسلمين الذين كان موقفهم واضحًا من الاحتلال والهجرة اليهوديَّة.
وُلد بشارة بن جرجس حجَّار في قرية روم من أعمال جزِّين جنوب جبل لُبنان سنة 1875م. أرسله قريبه إلياس حجَّار رئيس الرهبانيَّة المُخلِّصيَّة إلى دير المُبتدئين في سنة 1884م، تمهيدًا لإلحاقه بالمدرسة الصلاحيَّة في بيت المقدس، لكنَّ هذه المدرسة لم تقبله لصغر سنِّه، فعاد إلى دير المُخلِّص قُرب صيدا ثُمَّ إلى المدرسة الرُهبانيَّة جواره، وشرع يدرس العُلُوم اللاهوتيَّة سنة 1891م. رحل إلى القاهرة بعد فترةٍ قصيرة من شُرُوعه في دراسته لتخلُّفه عن أقرانه، وفي مصر انكبَّ على دراسة اللُغتين الإنگليزيَّة والفرنسيَّة والرياضيَّات، ورغب بنيل شهادة الثانويَّة، لكنَّ قريبه إلياس حجَّار قدم إلى القاهرة وأقنعه بالعودة معه إلى دير المُخلِّص، فعاد إليه سنة 1893م طالبًا قُبُوله راهبًا، وتسمَّى «يوستينوس»، على اسم قدِّيسٍ شهيدٍ للنصارى.
سيم شمَّاسًا في كنيسة مار نقولا بصيدا سنة 1896م، ثُمَّ كاهنًا باسم «جبرائيل»، ودرَّس الطبيعيَّات والفلسفة والتاريخ والنحو والبيان والشعر والخطابة اليونانيَّة في مدرسة الدير حتَّى سنة 1900م، مُشتهرًا بفصاحته وقُوَّة بيانه وقدرته الخطابية، فذاع صيته ولُقِّب بـ«الخطيب الساحر».
انتُخب سنة 1901م مطرانًا لأبرشيَّة عكَّا، فبقي في منصبه هذا أربعين سنة انقطع عنها خمس سنواتٍ فقط (1914 - 1919م) خلال الحرب العالميَّة الأولى حينما حُكم عليه بالإعدام فلجأ إلى مصر. نجح حجَّار في بناء شبكة علاقات طيِّبة مع كافِّة الطوائف والأُطُر الاجتماعية والسياسية الفلسطينيَّة طيلة عهده، وحرص على التقرُّب من الفلَّاحين احترامًا لارتباطهم بالأرض وفلاحتها وحمايتها من السمسرة والبيع، وتجلَّى ذلك في مساعدته لهم بالسعي لتخفيف الضرائب عن كاهلهم وتوفير مساحات من الأراضي الكنسيَّة لمن ليس بحوزتهم أرض. أقام حجَّار أيضًا علاقات متينة مع عدَّة شخصيَّات غربيَّة، وشارك في نشاطاتٍ ولقاءاتٍ ومُؤتمراتٍ في المحافل الإقليميَّة والدوليَّة دعمًا للقضيَّة الفلسطينيَّة مع تزايد وبُرُوز المطامع الصهيونيَّة بمُرور الوقت، وحذَّر مرارًا وتكرارًا من خُطُورة تشرذم العرب وتفرُّق كلمتهم وأطماع الاستعمار وشراسة الصُهيونيَّة، وحذَّر إخوانه من نصارى لُبنان من التعامل مع الصهاينة، واصفًا هذا بأنَّه إثمٌ من الآثام.
وصف الشريف الحُسين بن علي الهاشمي المطران حجَّار قائلًا أنَّهُ: «مَفخَرَة هَذِهِ الأُمَّة... وَعَلَمٌ من أَعلَامِهَا»، ووصفه الزعيم المصري سعد زغلول باشا بأنَّهُ «أبلغ خطيبٍ عربيّ». ولقَّبه السُيَّاح الغربيين «مسيح الشرق»، لكنَّ أحب لقبٍ إلى قلبه كان «مطران العرب» الذي أطلقه عليه أهل فلسطين اعترافًا بجُهُوده في نُصرة حُقُوقهم وتقديرًا لكفاحه في سبيل القضيَّة الفلسطينيَّة، فقال مُعتزًا: «هَذَا لَقَبٌ جَميلٌ أَعطَانِيه أَبنَاء بِلَادِي، عَلَى اختِلَافِ مَذَاهِبِهم، فِي كِفَاحِهِم وَجِهَادِهِم لِتحرير بِلَادِهم من ربقة الصُّهيُونيين... هذا لَقَبٌ يُعلي قدري، ويزيدُني شَرَفًا، وَيُشِجِّعنَي فَي كِفَاحِي وَنَشَاطِي فِي سبيل عَرَب فِلَسطِين وَإنقَاذِهم مِن الخَطَر الصُّهيُوني».
أدلى حجَّار بخطابٍ شهيرٍ أمام اللجنة الملكيَّة البريطانيَّة سنة 1936م حينما قدمت للتحقيق في أسباب ثورة العرب التي اجتاحت طول البلاد وعرضها، فخيِّب أمال البريطانيين الذين اعتقدوا بأنَّ صوت أحد كبار رجال الدين النصارى سيختلف عن صوت المُسلمين، فقال: «أتيتُ لأتكلَّم لا باسمي الشخصـي فقط، كرئيسٍ دينيٍّ مُستقل، وإنَّما لأنقل إليكم صدى ما سمعته وأسمعه من شعبنا العربيّ الفلسطينيّ في المُدُن والقُرى، وأنا مُختلطٌ به اختِلاطًا تَامًّا مُنذُ ستةٍ وثلاثين سنة كأُسقُفٍ عربيّ، أحسُّ مع الشعب فأتألَّم لألمه وأفرح لفرحه وهو يُفضي إليَّ بذات صدره في كُلِّ فرحةٍ... العربُ هُنا في هذه البلاد من آلاف السنين قبل اليهود ولَم يَقوَ اليهود عَلَى طردهم وبقيت البلاد باسمهم إلى الآن».
بذل حجَّار جُهُودًا كبيرة للإفراج عن المُجاهدين العرب الذين أسرهم البريطانيين خلال أحداث الثورة سالفة الذكر وما بعدها، وحكموا عليهم بالإعدام. فذهب إلى بيت المقدس يوم 30 تشرين الأوَّل (أكتوبر) 1940م وقابل المُفوَّض السامي وسعى بمُناسبة حُلُول عيد الفطر إلى الإفراج عن بعض المُجاهدين، فنجح في مسعاه وقصد الحرم القُدسي ونقل أخبار العفو عن المحكومين إلى ذويهم وإلى الموجدين في المسجد، فهتف له الناس وحيُّوه. عاد حجَّار إلى حيفا في مساء اليوم ذاته، فاصطدمت سيَّارته بعربة خيلٍ فنزل ليستطلع الأمر، فصدمته سيَّارة مُسرعة. نُقل حجَّار إلى المُستشفى ليُعالج، لكنَّه توفي خلال ساعة، فأُقيم له مأتم كبير ودُفن في كنيسة السيِّدة للروم الكاثوليك بحيفا.

## حواشٍ
- ^ أ: صدر قانون الجنسيَّة اللُبناني في 19 كانون الثاني (يناير) 1925م خلال عهد المُفوَّض السامي الفرنسي موريس سراي (بالفرنسية: Maurice Sarrail)‏، ونصَّ في مادَّته العاشرة: «يُعَد لُبنَانِيًّا كُل شَخص مَولُود في أَرَاضي لُبنَان الكَبِير مِن أَبٍ وُلِدَ فيه أيضًا، وَكَانَ في 1 تَشرين الثاني سنة 1914 حَائِزًا للتَّابِعيَّة العُثمانِيَّة».[7]

- ^ ب: صدر مرسوم الجنسية الفلسطينيَّة يوم 24 تمُّوز (يوليو) 1925م ونصَّ في مادَّته الأولى: «يُعتَبَر جميع الرَّعَايَا العُثمانيين المُقيمِين عَادَةً في فِلَسطِين فِي اليَوم الأوَّل من شهر آب سَنَة 1925 فِلَسطِينيَّين».[8]